# Ronivaldo
Ronivaldo Bernardo Sales, noto semplicemente come Ronivaldo oppure in Brasile con il soprannome Val Ceará (Orós, 24 marzo 1989), è un calciatore brasiliano, attaccante del Blau-Weiß Linz.

## Biografia
Ai tempi delle giovanili del Palmeiras è stato soprannominato Val Ceará per via dell'abbreviazione del suo nome e dello Stato brasiliano di nascita, soprannome poi abbandonato al momento dell'arrivo in Austria. Il 17 febbraio 2024 ha ricevuto la cittadinanza austriaca.

## Caratteristiche tecniche
Attaccante centrale, risulta molto forte nel gioco aereo nonostante l'altezza (173cm).

## Carriera
Nato ad Orós, una cittadina nello stato del Ceará, all'età di tredici anni è entrato a far parte del settore giovanile del Náutico e tre anni più dopo in quello del più blasonato Palmeiras. Negli anni successivi ha giocato con Taubaté, Lençoense ed Arapongas, con cui nel 2012 ha effettuato un ritiro in Austria, dove è stato notato da un osservatore del Kapfenberger che ha organizzato un provino nel gennaio del 2013. Nel frattempo Ronivaldo ha fatto ritorno in Brasile dove, in scadenza di contratto, è tornato al Taubaté e successivamente è andato in prestito all'Osasco.
Giunto in Austria nel 2013, ha superato con successo il provino ed ha firmato un contratto di sei mesi con opzione per ulteriori due anni. Ha debuttato in Erste Liga il 1º marzo 2013 nell'incontro vinto 7-1 contro l'St. Pölten e dieci giorni dopo ha segnato il suo primo gol contro l'Hartberg.
Nel gennaio del 2015, dopo aver segnato 27 gol in 55 partite con il club biancorosso, è stato acquistato dall'Austria Vienna approdando quindi in Bundesliga. A causa di un infortunio agli adduttori non è mai riuscito a debuttare con il club della capitale rimanendo lontano dai campi da gioco per oltre due anni ed a sei mesi dalla scadenza del contratto ha fatto ritorno in Brasile. Ripresosi dall'infortunio è rientrato in Austria dove ha giocato per tre mesi con la seconda squadra dell'Austria Vienna segnando un gol in 8 partite per poi rimanere senza contratto.
Nell'estete successiva, dopo essere stato vicino al trasferimento allo Spartak Trnava, ha firmato con l'Austria Lustenau ed il 21 luglio 2017 è tornato a giocare un incontro di calcio professionistico a 966 giorni di distanza dal precedente, scendendo in campo contro il Floridsdorfer. Con il club biancoverde è tornato a segnare con regolarità conquistando il titolo di miglior giocatore e capocannoniere del campionato di seconda divisione nelle stagioni 2018-2019 e 2019-2020 e quello di capocannoniere della ÖFB-Cup 2018-2019, dove ha trascinato a sorpresa il club in finale, poi persa 5-0 contro il Salisburgo.
A fine stagione è passato a parametro zero al Wacker Innsbruck dove ha continuato ad esprimersi sui livelli delle stagioni precedenti, classificandosi secondo nella classifica marcatori della stagione 2021-2022. In seguito alla retrocessione dei neroverdi in quarta divisione per problemi finanziari, Ronivaldo è passato al Blau-Weiß Linz dove ha trascinato il club alla sua prima storica promozione in Bundesliga vincendo per la terza volta la classifica marcatori.
Il 29 luglio 2013, a dodici anni dal suo arrivo in Austria, ha debuttato in Bundesliga nell'incontro perso 2-1 contro il Wolfsberger. Ha segnato il primo gol in prima divisione il 6 agosto nell'incontro pareggiato 3-3 contro l'Hartberg.

## Statistiche

### Presenze e reti nei club
Statistiche aggiornate al 20 aprile 2024.
| Stagione        | Squadra           | Campionato      | Campionato | Campionato | Coppe nazionali | Coppe nazionali | Coppe nazionali | Coppe continentali | Coppe continentali | Coppe continentali | Altre coppe | Altre coppe | Altre coppe | Totale | Totale | Totale |
| Stagione        | Squadra           | Comp            | Pres       | Reti       | Comp            | Pres            | Reti            | Comp               | Pres               | Reti               | Comp        | Pres        | Reti        | Pres   | Reti   |        |
| --------------- | ----------------- | --------------- | ---------- | ---------- | --------------- | --------------- | --------------- | ------------------ | ------------------ | ------------------ | ----------- | ----------- | ----------- | ------ | ------ | ------ |
| 2009            | Palmeiras B       | A3/SP           | 2          | 1          |                 | -               | -               |                    | -                  | -                  |             | -           | -           | 2      | 1      |        |
| 2010            | Taubaté           | A3/SP           | 13         | 5          |                 | -               | -               |                    | -                  | -                  |             | -           | -           | 13     | 5      |        |
| 2011            | Arapongas         | A1/PR           | 16         | 4          |                 | -               | -               |                    | -                  | -                  |             | -           | -           | 16     | 4      |        |
| 2012            | Taubaté           | A3/SP           | 17         | 4          |                 | -               | -               |                    | -                  | -                  |             | -           | -           | 17     | 4      |        |
| 2012            | Osasco            | SD/SP           | 8          | 4          |                 | -               | -               |                    | -                  | -                  |             | -           | -           | 8      | 4      |        |
| 2012-2013       | Kapfenberger II   | RL              | 1          | 0          |                 | -               | -               |                    | -                  | -                  |             | -           | -           | 1      | 0      |        |
| 2013-2014       | Kapfenberger II   | RL              | 2          | 1          |                 | -               | -               |                    | -                  | -                  |             | -           | -           | 2      | 1      |        |
| 2012-2013       | Kapfenberger      | 1L              | 16         | 3          | CA              | 0               | 0               |                    | -                  | -                  |             | -           | -           | 16     | 3      |        |
| 2013-2014       | Kapfenberger      | 1L              | 15         | 9          | CA              | 3               | 0               |                    | -                  | -                  |             | -           | -           | 18     | 9      |        |
| 2014-gen. 2015  | Kapfenberger      | 1L              | 18         | 10         | CA              | 3               | 5               |                    | -                  | -                  |             | -           | -           | 21     | 15     |        |
| gen.-giu. 2015  | Austria Vienna    | BL              | 0          | 0          | CA              | 0               | 0               |                    | -                  | -                  |             | -           | -           | 0      | 0      |        |
| 2015-2016       | Austria Vienna    | BL              | 0          | 0          | CA              | 0               | 0               |                    | -                  | -                  |             | -           | -           | 0      | 0      |        |
| 2016-2017       | Austria Vienna II | RL              | 8          | 1          |                 | -               | -               |                    | -                  | -                  |             | -           | -           | 8      | 1      |        |
| 2017-2018       | Austria Lustenau  | 1L              | 20         | 12         | CA              | 1               | 0               |                    | -                  | -                  |             | -           | -           | 21     | 12     |        |
| 2018-2019       | Austria Lustenau  | 2L              | 30         | 26         | CA              | 3               | 3               |                    | -                  | -                  |             | -           | -           | 33     | 29     |        |
| 2019-2020       | Austria Lustenau  | 2L              | 28         | 24         | CA              | 5               | 7               |                    | -                  | -                  |             | -           | -           | 33     | 31     |        |
| 2020-2021       | Wacker Innsbruck  | 2L              | 30         | 13         | CA              | 2               | 0               |                    | -                  | -                  |             | -           | -           | 32     | 13     |        |
| 2021-2022       | Wacker Innsbruck  | 2L              | 29         | 21         | CA              | 2               | 1               |                    | -                  | -                  |             | -           | -           | 31     | 22     |        |
| 2022-2023       | Blau-Weiß Linz    | 2L              | 30         | 19         | CA              | 3               | 2               |                    | -                  | -                  |             | -           | -           | 33     | 21     |        |
| 2023-2024       | Blau-Weiß Linz    | BL              | 25         | 7          | CA              | 3               | 2               |                    | -                  | -                  |             | -           | -           | 28     | 9      |        |
| Totale carriera | Totale carriera   | Totale carriera | 308        | 164        |                 | 25              | 20              |                    | -                  | -                  |             | -           | -           | 333    | 184    |        |

## Palmarès

### Club

#### Competizioni nazionali
- 2. Liga: 1

Blau-Weiß Linz: 2022-2023

### Individuale
- Miglior giocatore della 2. Liga: 2

2018-2019, 2019-2020
- Capocannoniere della 2. Liga: 3

2018-2019 (26 reti), 2019-2020 (24 reti), 2022-2023 (19 reti)
- Capocannoniere della Coppa d'Austria: 1

2019-2020 (7 reti)
- Capocannoniere del campionato austriaco: 1

2024-2025 (7 reti)